# Ворошиловградская операция (1943)
Ворошиловградская операция (29 января — 18 февраля 1943 года) — наступительная операция войск Юго-Западного, Воронежского и Южного фронтов РККА. Также известна под кодовым наименованием «Операция „Скачок“». Задуманная как масштабное наступление с целью выйти к Днепру, отрезав крупные силы противника на Украине и освободить Донбасс, операция закончилась серьёзным поражением РККА. Пользуясь ошибками советского командования, немецкие войска не только вновь заняли Харьков, но и продвинулись на север до Белгорода, создав предпосылки для летнего наступления (Курская битва). Освободить Донбасс не удалось, вермахт прочно закрепился на линии реки Миус вплоть до августа 1943 года. Бои прекратились из-за наступившей распутицы.

## Предыстория
После поражения под Сталинградом немецкая линия фронта от Воронежа до предгорьев Северного Кавказа была значительно ослаблена. Стратегичесеая инициатива перешла к СССР. Пользуясь ситуацией, советское командование решило уничтожить примерно 75 дивизий вермахта, находившихся на Украине. Ставка ВГК поручило решение этой задачи войскам трех фронтов: Воронежского, Юго-Западного и Южного. Воронежский фронт должен был занять северо-восточную часть Украины, включая Харьков. Юго-Западный и Южный фронты должны были наступать на Донбасс. Особая роль отводилась Юго-Западному фронту под командованием Н. Ф. Ватутина: 6-я и 1-я гвардейская армии, усиленные подвижными группами, наступая от Старобельска через Славянск на Мариуполь, должны были отрезать донбасскую группировку противника и прижать её к Азовскому морю. Южный фронт должен был наступать на Мариуполь с востока.
План наступления предполагал выход советских войск на Днепр в районе Херсона ещё до начала весенней распутицы (Директива Ставки ВГК от 6 февраля 1943 г.). Одновременно планировалось вытеснить немецкие войска с рубежа Северского Донца в Крым и, заняв Перекоп, отрезать от остальных сил на Украине.

## Развитие событий
Юго-Западный фронт начал наступление 29 января 1943 года, Воронежский — 2 февраля.

### Вермахт уходит из Харькова
Разгром венгерских войск и стремительное продвижение крупных сил РККА в Ворошиловградской области (операция «Звезда») ставило под угрозу окружения 2-й танковый корпус СС и всю «группу Ланца» в целом. К полудню 15 февраля советские войска придвинулись к Харькову с трех сторон: запада, севера и юго-востока. Начались бои в городе. Несмотря на приказ Ланца, Хауссер (на илл.) вывел корпус из города, избежав, таким образом, окружения. 16 февраля Харьков был занят советскими войсками.

### Группа Попова
В составе Юго-Западного фронта была сформирована мобильная группа под командованием генерал-лейтенанта М. М. Попова в составе: 4 танковых корпуса (4-й гвардейский, 18-й, 3-й и 10-й танковые корпуса, всего 137 танков), три стрелковых дивизии, две отдельные танковые бригады и отряды лыжников. Группе была поставлена задача стремительным манёвром из района Балаклеи на юго-запад в направлении Красноармейск-Волноваха-Мариуполь отрезать путь отступления на запад донбасской группировки противника. Через две недели боев в группе осталось 53 танка и 13 тыс. боеспособных бойцов. Только за два дня группа потеряла около 90 танков. При этом ей предстояло наступать в двух направлениях: на Сталино и на Мариуполь.

### Провал советского наступления
Несмотря на значительные потери, 16 февраля командующий Юго-Западного фронта Н. Ф. Ватутин принял решение о продолжении наступления на Донбасс. Командующий Воронежского фронта Ф. И. Голиков также не отказался от продолжения движения к Днепру, хотя командиры его поредевших дивизий умоляли о передышке. По мнению британского историка Дж. Эриксона, решения Ватутина и Голикова были вызваны переоценкой собственных сил, ошибочной интерпретацией разведданных о противнике и давлением Ставки. Оба командующих были уверены, что им предстоит лишь преследовать отступающего противника, и эта задача казалась им посильной. Советская разведка обнаружила движение танковых колонн противника, но командование фронтов не придало этому значения. Между тем, германское командование уже 19 февраля приняло решение о контрударе и назначило его на 20 февраля. Замысел Манштейна состоял в том, чтобы отсечь советские силы, двигавиеся к днепровским переправам, восстановить ситуацию между Днепром и Северским Донцом и затем, в зависимости от обстоятельств, нанести удар на Харьков. Из этих соображений, он перенес штаб 4-й танковой армии в Днепропетровск и разделил её на две ударных группы: первая в составе 2-го танкового копруса СС (командир — Пауль Хауссер) была размещена вблизи Краснограда; другая, в составе двух танковых дивизий — к западу от Красноармейска а 40-й корпус 1-й танковой армии — к югу. Утром 20 февраля «танковые ножницы» Манштейна пришли в движение. Корпус СС нанес удар из Краснограда в правый фланг 6-й армии (командующий — генерал-лейтенант Ф. М. Харитонов), в то время как 40-й танковый корпус атаковал с севера группу Попова. Накануне Ватутин приказал Попову соединиться с армией Харитонова. Группа была занята состредоточением, когда в районе Павлограда по ней был нанесен бомбовый удар, за которым последовала танковая атака. На этот момент в группе оставалось лишь 25 исправных танков. Ночью 21 февраля Попов запросил разрешения Ватутина на отход на 30 км к северу, но не получил его. Ватутин настаивал на продолжении «преследования противника, отступающего из Донбасса к Днепру». Харитонову было также приказано продолжать наступление, ночью с 21 на 22 февраля форсировать Днепр в районе Днепродзержинска и удерживать занятый плацдарм. Группе Попова было приказано идти на Запорожье и приготовиться к удару на Мелитополь. Харитонов попытался исполнить приказ, но лишь усугубил положение своей армии. Передовая дивизия 25-го танкового корпуса двинулась к Запорожью, но в 10 км от города остановилась из-за отсутствия горючего. В это время основные силы корпуса также остановились из-за острой нехватки горюго, в то время как танки немецкого 48-го танкового корпуса двигались со стороны Павлограда, перерезая линии снабжения.
Советское командование не осознало серьёзности ситуации. Ватутин настойчиво гнал свои войска вперед, несмотря на нехватку ресурсов. 22 февраля 48-й тк вермахта нанес удар по правому флангу наступающих войск. Некоторые части 6-й армии, такие как 106-я стрелковая бригада и 276-я стрелковая дивизия попали в окружение. В ловушку также попали четыре танковых корпуса 6-й армии; 1-й гвардейский тк и 4-й гвардейский стрелковый корпус начали отход на восток, 25-й так как рассредоточился вдоль дороги на Запорожье. Под давлением 40-го танкового корпуса вермахта группа Попова начала отход на северо-запад; остатки группы пытались преградить противнику путь на Барвенково.
Ночью 21 февраля командующий Воронежским фронтом Ф. И. Голиков по своей инициативе приказал 69-й армии (командующий — М. И. Казаков) и 3-й танковой армии (командующий — П. С. Рыбалко), наступавшим в направлении Днепра, повернуть на юг во фланг немецких танковых частей, действовавших против 6-й армии южнее Харькова. Обе армии начали движение на юг параллельными путями, но их продвижение было медленным из-за наличия малоподвижной пехоты. После 48 часов движения части Казакова и Рыбалко остановились, столкнувшись с силами дивизии СС «Гроссдойчланд». После этого Голиков приказал возобновить движение в прежнем направлении — к Днепру.
Ночью с 23 на 24 февраля Ватутин отправил сообщение в Ставку, признавая серьёзность положения своего правого фланга, при этом указывая, что «на центральном участке войска донбасской групировки противника отступают».
Положение наступающих советских войск с каждым днем ухудшалось. 24 февраля нескольлько частей 6-й армии попали в окружение, но приказ к отступлению на север получил только 25-й танковый корпус, но и тот не мог двигаться из-за отсутствия горючего. Группа Попова начала отход к Барвенково на соединение с 6-м гвардейским стрелковым корпусом (1-я гвардейская армия), защищавшего линию Лозовая-Славянск. К этому времени в группе Попова, несмотря на пополнение осталось лишь 35 Т-34 и 15 легких танков Т-70. Надежд на продолжение наступлене уже давно не было, но только 25 февраля Ватутин приказал своему правому флангу перейти к обороне и отправил в Ставку сообщение о реальном положении дел. Этого признания нельзя было избежать, поскольку из-за больших потерь требовались подкрепления. В частности, требовалось усилить ремонтные мощности, поскольку все ремонтные подразделения находились в действующих частях и поврежденные танки, отправленные в тыл оставлись без ремонта поскольку обещанные ранее подвижные ремонтные мастерские так и не прибыли.
В районе Барвенково разрозненные советские части, — остатки правого фланга ватутинского фронта, — пытались остановить танки 40-го корпуса вермахта, наступавшие в направлении верховий Северского Донца; остатки группы Попова и части ослабленной 1-й гвардейской армии (13-я гвардейская танковая бригада и 4-й гвардейский танковый корпус, в которых оставалось в общей сложности 50 танков, по большей части неподвижных из-за отсутствия горючего), остатки 10-го и 18-го танковых корпусов, две бригады 3-го танкового корпуса, отдельные части, оставшиеся от трех стрелковых дивизий и два батальона лыжников продержались до полудня 28 февраля, когда немецкие танки прорвались к Северскому Донцу. В тот же день Ставка сняла 3-ю танковую армию Рыбалко с левого фланга фронта Голикова и подчинила её Ватутину для противостояния танкам вермахта, атакующим 6-ю армию. Этот план незадался с самого начала. Немецкая авиация и танки атаковали части Рыбалко на рубеже развертывания, нанеся тяжелый урон и без того ослабленной 3-й ТА. К вечеру 2 марта наступающие части попали в окружение, вырваться из которого ценой больших потерь удалось только 6-му гвардейскому кавкорпусу. К 4-му марта армия Рыбалко, в которой осталось около 50 танков, была полностью окружена. Все это время 6-я и 1-я гвардейская армии под непрерывными ударами немецких танков отходили к Северскому Донцу между Андреевкой (к северо-западу от Изюма) и Красным Лиманом. По льду замезршей реки советским частям удалось переправиться в относительно безопасный район, хотя и немалой ценой: 6-я армия и 1-й гвардейский корпус понесли тяжелые потери, а 4-й танковый корпус практически уничтожен. Несколько танковых бригад и стрелковых частей потерпели большой урон в людях и снаряжении.

### Южный фронт
21 февраля первый заместитель начальника оперативного управления Генштаба А. Н. Боголюбов приказал командующему Южным фронтом Малиновскому перейти в наступление на Донбасс. З-й гвардейский мехкорпус перешел Миус, но был остановлен и окружен под Матвеев Курганом. Немецкая позиция на Миус-фронте укрепилась и держалась до августа 1943 года.

### Немецкое контрнаступление
В результате контраступления с 4 по 25 марта 1943 года противнику удалось добиться остановки советского наступления и вернуть Харьков. Немецкие войска вышли на рубеж Северского Донца. Дальнейшие действия были прекращены из-за наступления распутицы.